# Бюсьер-Нувель
Бюсье́р-Нуве́ль (фр. Bussière-Nouvelle, окс. Bussiera Novela) — коммуна во Франции, находится в регионе Лимузен. Департамент коммуны — Крёз. Входит в состав кантона Озанс. Округ коммуны — Обюссон.
Код INSEE коммуны — 23037.

## Население
Население коммуны на 2010 год составляло 114 человек.
| 1962 | 1968 | 1975 | 1982 | 1990 | 1999 | 2010 |
| ---- | ---- | ---- | ---- | ---- | ---- | ---- |
| 184  | 165  | 141  | 130  | 113  | 105  | 114  |

## Экономика
В 2010 году среди 60 человек трудоспособного возраста (15—64 лет) 48 были экономически активными, 12 — неактивными (показатель активности — 80,0 %, в 1999 году было 68,4 %). Из 48 активных жителей работали 43 человека (26 мужчин и 17 женщин), безработных было 5 (3 мужчин и 2 женщины). Среди 12 неактивных 2 человека были учениками или студентами, 4 — пенсионерами, 6 были неактивными по другим причинам.